# CD200
CD200 (англ. CD200 molecule) – білок, який кодується однойменним геном, розташованим у людей на короткому плечі 3-ї хромосоми.  Довжина поліпептидного ланцюга білка становить 278 амінокислот, а молекулярна маса — 31 264.
| 10         |  | 20         |  | 30         |  | 40         |  | 50         |
| ---------- |  | ---------- |  | ---------- |  | ---------- |  | ---------- |
| MERLVIRMPF |  | SHLSTYSLVW |  | VMAAVVLCTA |  | QVQVVTQDER |  | EQLYTPASLK |
| CSLQNAQEAL |  | IVTWQKKKAV |  | SPENMVTFSE |  | NHGVVIQPAY |  | KDKINITQLG |
| LQNSTITFWN |  | ITLEDEGCYM |  | CLFNTFGFGK |  | ISGTACLTVY |  | VQPIVSLHYK |
| FSEDHLNITC |  | SATARPAPMV |  | FWKVPRSGIE |  | NSTVTLSHPN |  | GTTSVTSILH |
| IKDPKNQVGK |  | EVICQVLHLG |  | TVTDFKQTVN |  | KGYWFSVPLL |  | LSIVSLVILL |
| VLISILLYWK |  | RHRNQDRGEL |  | SQGVQKMT   |  |            |  |            |

A: Аланін

C: Цистеїн

D: Аспарагінова кислота

E: Глутамінова кислота

F: Фенілаланін

G: Гліцин

H: Гістидин

I: Ізолейцин

K: Лізин

L: Лейцин

M: Метіонін

N: Аспарагін

P: Пролін

Q: Глутамін

R: Аргінін

S: Серин

T: Треонін

V: Валін

W: Триптофан

Задіяний у таких біологічних процесах як поліморфізм, альтернативний сплайсинг. 
Локалізований у клітинній мембрані, мембрані.